# Apunts. Medicina de l’Esport
Apunts. Medicina de l’Esport és una revista científica especialitzada en medicina de l’activitat física i l'esport publicada a Barcelona.
Creada el 1964 va tenir diversos noms, com el d’Apuntes del Centro Juvenil de Medicina Deportiva, Apuntes de Medicina Deportiva i el 1982 Apunts d’Educació Física i Medicina Esportiva. Aquesta nova edició, publicada amb la col·laboració de l'INEFC, incloïa temàtica d’educació física i es publicava en format bilingüe, en català i castellà. El 1985 la col·laboració que mantenia amb l’INEFC s'interrompé i s'escindí en Apunts. Educació Física i Esports i Apunts. Medicina de l’Esport, el nom de l'actual revista. Des de l'aleshores, és publicada en format trilingüe, en català, castellà i anglès.
Apunts. Medicina de l’Esport depèn del Consell Català de l'Esport i de la Societat Catalana de Medicina de l’Esport. El seu objectiu és el de servir com a plataforma de difusió i fons documental de la producció científica que es duu a terme en la matèria a Catalunya, Espanya i l’Amèrica Llatina. El seu primer director fou Josep Estruch Batlle (1964-81) i des del 2006 la dirigeix Ramon Balius i Juli. El 2006 passà a tenir format digital i la seva expansió internacional.